# Запорожець Ольга Антонівна
Ольга Антонівна Запорожець (27 вересня 1958, Харків — 28 жовтня 2019, Київ) — українська хімік-аналітик, педагог. Доктор хімічних наук (2003), професор (2004). Дослідниця напрямів хемілюмінесцентного аналізу, комплексоутворення в розчині, засновниця наукового напряму адсорбованих на кремнеземах аналітичних реагентів у комбінованих спектроскопічних і тест-методах аналізу.
Майже 40 років — наукова співробітниця та педагог Київського національного університету імені Тараса Шевченка (1982—2019), з яких 6 років — завідувачка кафедри аналітичної хімії. Авторка понад 300 наукових робіт, зокрема близько 50 авторських свідоцтв на винаходи. Послідовниця наукової школи академіка Анатолія Бабка з хімії комплексних сполук і застосування їх в аналізі.

## Життєпис
Народилась 27 вересня 1958 року у Харкові.
У 1982 році з відзнакою закінчила хімічний факультет Київського державного університету імені Тараса Шевченка (пізніше — національного; КНУ). Учениця професора Ігоря П'ятницького та доцента Людмили Дубовенко.
Відтоді ж — співробітниця кафедри аналітичної хімії КНУ. У 1985 році закінчила аспірантуру при ній та здобула науковий ступінь кандидата хімічних наук, захистивши дисертацію на тему «4-Диетиламінофталгідразид — новий хемілюмінесцентний реагент для визначення 3-d металів». У 1980–1990-х роках займалась численними дослідженнями, пов'язаними з хемілюмінесцентним аналізом.

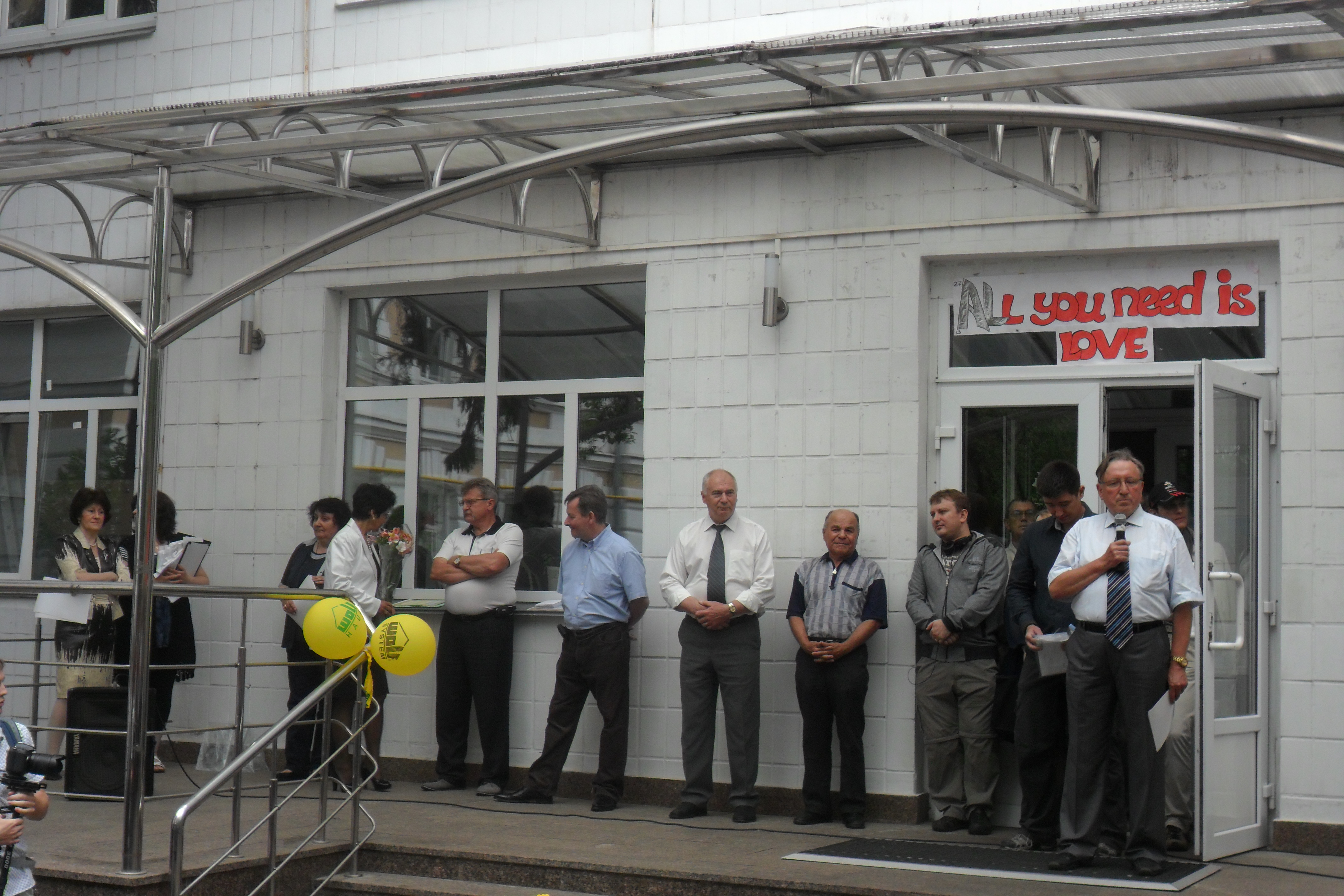
Педагоги хімічного факультету КНУ на святкуванні Дня хіміка, 2013-й рік; Ольга Запорожець — крайня зліва

З 1993 року — доцент кафедри, через чотири роки визнана «Соросівським доцентом» (Фонди «Відкрите суспільство»). У 2003 році здобула науковий ступінь доктора хімічних наук, захистивши дисертацію на тему «Адсорбовані на кремнеземах органічні реагенти у комбінованих спектроскопічних і тест-методах аналізу». З написанням дисертації виступила засновницею наукового напряму у цій хімічній галузі.
У 2004 році затверджена у вченому званні професора. Виступила співзасновницею наукового напряму люмінесцентних зондів для біохімічних і медичних досліджень.
З 2007 по 2014 роки — заступниця декана хімічного факультету з навчальної роботи. На цій посаді сприяла переходу факультету на кредитно-модульну систему організації навчального процесу.
З 2013 року — завідувачка кафедри аналітичної хімії. Досліджувала історію кафедри, ініціювала створення щорічної наукової міжнародної конференції «Київська конференція з аналітичної хімії: сучасні тенденції».
Донька — політолог, соціолог, кандидат політичних наук Оксана Запорожець.
Працювала до останніх днів життя. Померла на 62-му році життя 28 жовтня 2019 року. Похована на Байковому кладовищі.

## Наукова діяльність
Авторка понад 300 наукових робіт, зокрема близько 50 авторських свідоцтв на винаходи. Послідовниця наукової школи академіка Анатолія Бабка з хімії комплексних сполук і застосування їх в аналізі. Академік Академії наук вищої школи України.
Наукова керівниця та консультантка понад 15 докторів та кандидатів наук, підготувала близько 100 фахівців-аналітиків. Серед учнів Ольги Запорожець — науковці Наталія Смик, Валентина Верба, Тетяна Кеда, Ліонель Зінько, Людмила Цюкало, Олена Крушинська, Ростислав Линник, Микола Іщенко, Оксана Тананайко та багато інших.
Голова Наукової ради Національної академії наук України з аналітичної хімії, членкиня спеціалізованої вченої ради хімічного факультету із захисту дисертацій, експертної ради Вищої атестаційної комісії України. Експертка міжнародного видавництва Elsevier, редакторка міжнародного часопису «Chemical Papers», членкиня редакційних колегій часописів «Методи та об'єкти хімічного аналізу» (заступниця головного редактора), «Вісник Київського національного університету імені Тараса Шевченка», «Talanta».

## Науковий доробок (частковий)
- Запорожец О. А., Дубовенко Л. И., Пятницкий И. В. «Хемилюминесцентное опpеделение железa, меди и кобaльтa в сывоpотке кpови». Укp. биохим. журн. 1985. т. 57. № 3. с. 54-57.
- Дубовенко Л. И., Запорожец О. А., Paзумович Г. Л., Пятницкий И. В. «Хемилюминесцентное опpеделение микpоколичеств железa, меди и кобaльтa в молочных пpодуктaх». Молочнaя пpомышленность. 1985. № 5. с. 29-30.
- Пилипенко A. Т., Запорожец О. А. «Хемилюминесцентные методы определения компонентов в водах (Обзор)» // Химия и технология воды. — 1989. — Т.11, № 4. — С.321-329.
- Сухaн В. В., Запорожец О. А., Липковскaя Н. A., Погaсий Л. Б., Чуйко A. A. «Твеpдофaзный хемилюминесцентный pеaгент для опpеделения вaнaдия (IV) проточными методами» // Жуpн. aнaлит. химии. — 1994. — Т.49, № 7. — С.700-703.

Запорожець О. А., Нaджaфовa О. Ю., Сухaн В. В. Новая тест-система для опpеделения кобaльтa в воде на уровне ПДК // Химия и технология воды. — 1994. — Т.16, № 2. — С.139-142.
- Zaporozhets O. A., Nadzhafova O. Yu., Zubenko A. I., Sukhan V. V. Analytical application of silica gel modified with didecylaminoethyl-β-tridecylammonium iodide // Talanta. — 1994. -Vol.41, № 12. — Р.2067-2071.
- Запорожец О. А., Зинченко Н. М., Наджафова О. Ю., Сухан В. В. «Твердофазный реагент для определения микроколичеств висмута (III) в воде» // Химия и технология воды. — 1995. — Т.17, № 6. — С.588-592.
- Запорожець О. А., Нaджaфовa О. Ю., Зубенко О. I., Iщенко В. Б., Тpaчевський В. В., Сухaн В. В. «Зaстосувaння високомолекуляpної четвеpтинної aмонійної солі для концентpувaння вaжких метaлів у вигляді aцидокомплексів» // Укp. хим. жуpн. — 1995. — Т.61, № 9. — С.64-69.
- Запорожець О. А., Нaбивaнець Б. Й., Погaсий Л. Б., Сухaн В. В. «Кaтaлитическaя aктивность aквa- и гидpоксокомплексов хpомa (ІІІ) в pеaкции окисления 4-диэтилaминофтaлгидpaзидa» // Укp. хим. жуpн. — 1996. — Т.62, № 2. — С.113-117.
- Zaporozhets O. A., Sukhan V. V., Lipkovska N. A. Lucigenin immobilized on silicon oxides as a solid-phase chemiluminescent reagent // Analyst. — 1996. — Vol.121. — P.501-503.
- Туpов В. В., Запорожец О. А., Нaджaфовa О. Ю., Сухaн В. В. «Взaимодействие неpaствоpимых в воде солей четвеpтичных aммониевых основaний с повеpхностью гидpaтиpовaнного кpемнеземa» // Теорет. и эксперим. химия. — 1996. — Т.32, № 6. — С.376-379.
- Запорожец О. А., Гaвеp О. М., Сухaн В. В. «Иммобилизация анaлитических pеaгентов на поверхности носителей (Обзор)» // Успехи химии. — 1997. — Т.66, № 7. — С.702-712.
- Zaporozhets O. A., Nadzhafova O. Yu., Verba V. V., Dolenko S. A., Keda T. Ye., Sukhan V. V. Solid phase reagents for the determination of anionic surfactants in water // Analyst. — 1998. — Vol.123. — P.1583-1586.
- Запорожец О. А., Зинченко Н. М., Сухан В. В. «Тушение люминесценции в неоpгaническом aнaлизе (Обзор)» // Укр. хим. журн. — 1998. — Т.64, № 3-4. — С.102-117.
- Zaporozhets O., Gawer О., Sukhan V. Determination of Fe(II), Cu(II) and Ag(I) by using silica gel loaded with 1,10-phenanthroline // Talanta. — 1998. — Vol.46. — P. 1387—1394.
- Запорожец О. А., Иванько Л. С., Сухан В. В. «Экстракция тетрабромида Tl (III) дициклогексил-18-краун-6» // Химия и технология воды. — 1998. — Т.20, № 6. — С.598-603.
- Запорожець О. А., Петруньок Н. І., Сухан В. В., Тилтін А. К. «Сорбційно-спектрофотометричне визначення кобальту(ІІ) та цинку(II) 1-(2-тіазолілазо)-2-нафтолом, іммобілізованим на силікагелі» // Укр. хім. журн. — 1998. — Т.64, № 9. — С.50-55.
- Запорожец О. А., Долгонос Г. А., Сухан В. В. «Экстракционно-атомно-абсорбционное определение свинца(ІІ) в природных водах» // Химия и технология воды. — 1998. — Т.20, № 3. — С.285-288.
- Запорожець О. А., Жукова К. М., Боряк А. К., Табенська Т. В., Іщенко В. Б., Сухан В. В. «Сорбція кадмію (ІІ) та цинку (ІІ) з галогенідних та тіоціанатних розчинів на силікагелі, немодифікованих та модифікованих основними барвниками» // Укр. хим. журн. — 1998. — Т.64, № 10. — С.114-118.
- Zaporozhets O., Gawer О., Sukhan V. The interaction of Fe(II), Cu(II) and Ag(I) ions and their complexes with 1,10-phenanthroline adsorbed on silica gel // Colloids and Surfaces. — 1999. — Vol.147. — P.273-281.
- Zaporozhets O. A., Nadzhafova O. Yu., Verba V. V., Zinchenko N. M., Sukhan V. V. Silica gel and cellulose loaded with bis-quaternary ammonium salts as sensitive reagents for iron, bismuth and anionic surfactants determination in water // Intern. J. Environ. Anal. Chem. — 1999. — Vol.74, № 1-4. — С.243-254.
- Запорожец О. А., Петрунек Н. И., Калиниченко Е. В., Сухан В. В. Визуальный тест-метод для определения Ni(II) на основе иммобилизованного на кремнеземе 4-(2-пиридилазо)-2-нафтолата цинка // Химия и технология воды. — 1999. — Т.21, № 3. — C.281-286.
- Zaporozhets O. A., Petruniock N. I., Sukhan V. V. Determination of Ag(I), Hg(II) and Pb(II) by using silica gel loaded with dithizone and zinc dithizonate // Talanta. — 1999.– Vol.50. — P.865-873.
- Zaporozhets O., Petruniock N., Bessarabova O., Sukhan V. Determination of Cu(II) and Zn(II) using silica gel loaded with 1-(2-thiasolylazo)-2-naphtol // Talanta. — 1999. — Vol.49. — P.899-906.
- Табенська Т. В., Запорожець О. А., Боряк А. К., Новожицька С. П., Іщенко В. Б. «Сорбція золота (ІІІ) і паладію (ІІ) на модифікованому п-диметиламінобензиліденроданіном силікагелі» // Укр. хим. журн. — 1999. — Т.65, № 7. — С.46-50.
- Линник Р. П., Запорожец О. А., Линник П. Н. «Формы нахождения растворенного кобальта в воде водохранилищ Днепра и некоторых его притоков» // Химия и технология воды. — 1999. — 21, № 5. — С. 471—484.
- Табенська Т. В., Запорожець О. А., Боряк А. К., Возненко І. В., Жукова К. М. «Сорбція кобальту (ІІІ) силікагелем, модифікованим 1-нітрозо-2-нафтолом, та її аналітичне застосування» // Укр. хим. журн. — 2000. — Т.66, № 1. — С.41-44.
- Zaporozhets O. A., Shulga O. V., Nadzhafova O. Yu., Turov V. V., Sukhan V. V. The nature of the binding of high-molecular weight aminoammonium and quaternary ammonium salts with the amorphous silica surface // Colloids and Surfaces. — 2000. — Vol. 168. — P.103-108.
- Запорожец О. А., Иванько Л. С., Сухан В. В. «Взаимодействие бромида таллия (III) с иммобилизованным на кремнеземе дициклогексил-18-краун-6» // Журн. аналит. хим. — 2000. — Т.55, № 2. — С.148-152.
- Zaporozhets O. A., Ivanko L. S., Lipkovska N. A., Sukhan V. V., Pogorely V. K. The Adsorption of 1,2-Dihydroxyanthraquinone on Silica Surface // Functional materials. — 2000. — V.7, № 4.- Р.589-593.
- Запорожец О. А., Кеда Т. Е., Селецкая Л. Е., Сухан В. В. «Определение молибдена иммобилизированным на кремнеземе 1,5-дифенилкарбазоном» // Журн. аналит. химии. — 2000. — Т.55, № 7. — Р.708-713.
- Запорожец О. А., Иванько Л. С., Марченко И. В., Сухан В. В. «Определение циркония иммобилизованным на силикагеле морином» // Журн. аналит. хим. — 2000. — Т.55, № 6. — С.602-606.
- Табенська Т. В., Запорожець О. А., Боряк А. К., Гвоздьова Н. Ю., Жукова К. М., Харькова Л. Б. «Сорбція 1-нітрозо-2-нафтолатів паладію (ІІ) на силікагелі» // Укр. хим. журн. — 2000. -Т.66, № 12. — С.100-104.
- Zaporozhets O. A., Ivanko L. S., Marchenko I. V., Orlichenko E. V., Sukhan V. V. Quercetin immobilized on silica gel as a solid phase reagent for tin(IV) determination by using the sorption-spectroscopic method // Talanta. — 2001. — Vol.55. — P.313-319.
- Zaporozhets O. A., Keda T. Ye., Tsyukalo L. Ye., Sukhan V. V. Solid-phase reagents based on 1,5-diphenylcarbazone adsorbed on silica gel surface // Functional materials. — 2001. — Vol.8, № 2. — P.382-385.
- Запорожец О. А., Крушинская Е. А., Липковская Н. А., Сухан В. В. «Твердофазный реагент на анальгин и аскорбиновую кислоту на основе адсорбционно закрепленного на силикагеле комплекса меди (ІІ) с тетрабензотетраазациклогексадецином» // Журн. аналит. хим. — 2001. — Т.56, № 6. — С.591-596.
- Zaporozhets O. A., Tsyukalo L. Ye. Xylenol orange adsorbed on silica surface as a solid phase reagent for lead determination using diffuse reflectance spectroscopy // Talanta. — 2002. — V.58. — P.861-868.
- Запорожец О. А., Крушинская Е. А. «Определение аскорбиновой кислоты методами молекулярной спектроскопии (Обзор)» // Журн. аналит. хим. — 2002. — Т.57, № 4. — С.1–12.
- «Вода. Индикаторные системы» / В. М. Островская, О. А. Запорожец, Г. К. Будников, Н. М. Чернавская / Под ред. Ю. М. Арского. — М.: ВИНИТИ РАН, ЭКОНИКС, 2002. — 256 с.
- Линник Р. П., Запорожец О. А. «Сравнительная оценка расчетных и экспериментальных данных о сосуществующих формах железа, кобальта, и никеля в пресных поверхностных водах» // Экологическая химия. — 2003. — Т.12, № 2. — С.79-92.
- Linnik R. P., Zaporozhets O. A. Solid-phase reagent for molecular spectroscopic determination of heavy metal speciation in natural water // Anal. Bioanal. Chem. — 2003. — V.375. — P.1083-1088.
- Линник Р. П., Васильчук Т. А., Запорожец О. А. «Сосуществующие формы ванадия в природных водах» // Химия и технология воды. — 2003. — Т.25, № 6. — С. 549—563.
- Запорожец О. А., Крушинская Е. А., Барвинченко В. Н., Липковская Н. А., Погорелый В. К. «Спектрофотометрическое определение гидроксикоричной кислоты и ее производных в препаратах эхинацеи» // Хим. фарм. журн. — 2003. — Т.37, № 12. — С.47–50.
- Zaporozhets O. A., Krushynska O. A., Lipkovska N. A., Barvinchenko V. N. A new test method for the evaluation of total antioxidant activity of herbal products // J. Agric. Food Chem. — 2004. — V.52. — P.21–25.
- Zaporozhets O. A., Krushynska O. A., Khozyaeva O. O. A solid-phase redox reagent on the base of Fe(III)-phenanthroline complex immobilized on silica gel // Вопросы химии и химической технологии. — 2004. — № 4. — С.23-27.
- Запорожец О. А., Иванько Л. С., Быкова Л. В., Мостовая Н. А. «Сорбционно-спектрофотометрическое и тест-определение цинка (II) в виде разнолигандного комплекса с 1,10-фенантролином и бромфеноловым синим» // Журн. анал. хим. — 2004. — Т.59, № 1. — С.29-34.
- Запорожец О. А., Цюкало Л. Е. «Тест-определение свинца и цинка в воде с использованием иммобилизованного на кремнеземе ксиленолового оранжевого» // Журн. аналит. химии. — 2004. — Т.59, № 4. — С.434-439.
- Запорожець О. А. «Адсорбовані на кремнеземах органічні реагенти у комбінованих спектроскопічних і тест-методах аналізу» // Наукові записки Київського національного університету імені Тараса Шевченка. — 2004. — Т.XIV. Хімічний факультет. — С.118-128.
- Запорожець О. А., Іванько Л. С., Качан І. А. «Твердофазний реагент на основі молібдофосфорної гетерополікислоти для сорбційно-спектроскопічного визначення аскорбінової кислоти» // Вопросы химии и химической технологии. — 2005. — № 1. — С.9-13.
- Запорожець О. А., Цюкало Л. Є., Олеськів О. Б. «Нова аналітична форма метилтимолового синього для сорбційно-спектроскопічного визначення цирконію» // Вопросы химии и химической технологии. — 2005. — № 1. — С.13-17.
- Запорожец О. А., Ищенко Н. В. «Атомно-абсорбционное определение свинца в воде с предварительным концентрированием на кремнезёме, модифицированном сульфарсазеном» // Химия и технология воды. — 2005.- Т.26, № 4. — C.12-15.
- Nadzhafova O. Yu., Zaporozhets O. A., Rachinska I. V., Fedorenko L. L., Yusupov N. Silica gel modified with lumogallion for aluminum determination by spectroscopic methods // Talanta. — 2005. — Vol. 67, № 4.- Р.767-772.
- Запорожец О. А., Кеда Т. Е., Богославец И. М. «Сорбционно-спектроскопическое и тест-определение Cu(II) с помощью иммобилизованного на силикагеле дитизоната цинка» // Химия и технология воды. — 2005. — Т.22, № 6. — С.436-445.
- Запорожець О. А., Крушинська О. А., Ліпковська Н. О., Барвінченко В. М. «Застосування твердофазного редокс-реагенту для тест-оцінки загальної антиоксидантної активності рослинних об'єктів» // Фармаком. — 2006. — № 1/2. — С.51-58.
- Запорожець О. А., Кеда Т. Є., Потьомкіна Ю. В., Левченко К. П., Притика І. В. «Взаємодія платинових металів та ауруму (І, ІІІ) з іммобілізованим на кремнеземі дитизоном» // Вопросы химии и химической технологии. — 2006. — № 6. — С.13-17.
- Доленко С. А., Запорожец О. А., Шевченко В. В., Кущевская Н. Ф. «Сорбционно-фотометрическое определение катионных ПАВ в воде» // Химия и технология воды. — 2006. — 28, № 2. — С.125-133.
- Линник Р. П., Линник П. Н., Запорожец О. А. «Методы исследования сосуществующих форм металлов в природных водах (Обзор)» // Методы и объекты химического анализа. — 2006. — 1, № 1. — С. 4-26.
- «Індикаторні системи та композиційні реагенти для екоаналізу та скринінгового контролю якості фармпрепаратів та продуктів харчування». Охорона навколишнього середовища. Розділ 5. / За ред. Я. Б. Олійника. — К.: Ніка-Центр, 2006. — 264 с.
- Качан И. А., Запорожец О. А., Зинько Л. С., Коваль А. А. «Твердофазноспектрофотометрическое определение восстановителей в растворе по реакции образования „синей“ гетерополикислоты» // Методы и объекты химического анализа. — 2006. — Т.1, № 2. — С. 127—131.
- Запорожец О. А., Билоконь С. Л. «Визуальный тест-метод определения селена(IV) иммобилизованным на кремнеземе индигокармином» // Журн. аналит. химии. — 2007. — Т.62, № 2. — С.208-212.
- Запорожец О. А., Линник Р. П., Воловенко О. Б., Радзиевская Т. М. «Иммобилизованный на кремнеземе 1-(4-адамантил-2-тиазолилазо)-2-нафтол в анализе сосуществующих форм меди в природных водах» // Методы и объекты химического анализа. — 2007. — Т.2, № 1. — С. 40-50.
- Запорожец О. А., Зінько Л. С., Кеда Т. Є., Левченко К. П., Притика І. В. «Твердофазно-спектрофотометричне визначення нікелю та цинку іммобілізованим дитизоном» // Методы и объекты химического анализа. — 2007. — Т.2, № 1. — С. 62-69.
- Zaporozhets O. A., Tsyukalo L. Ye. Determination of fluoride and oxalate using the indicator reaction of Zr(IV) with methylthymol blue adsorbed on silica gel // Anal. Chim. Acta. — 2007. — Vol.597, Issue 1. — P.171-177.
- Запорожец О. А., Билоконь С. Л., Тищенко С. П. «Твердофазно-спектрофотометрическое определение мышьяка в форме восстановленных ГПК» // Экологическая химия. — 2007. — № 2. — С.91-98.
- Запорожец О. А., Зинько Л. С, Качан И. А. «Твердофазно-спектрофотометрическое и тест-определение сосуществующих форм фосфора в воде» // Журн. аналит. химии. — 2007. — Т.62, № 12. — С.1271–1275.
- Линник С. Л., Запорожець О. А. «Сучасні тенденції розвитку аналітичної хімії селену та арсену». Методы и объекты химического анализа. 2008. т. 3. № 1. с. 22-49.
- Ліпковська Н. О., Запорожець О. А., Крушинська О. А., Барвінченко В. М., Довбій О. О. «Твердофазний реагент для експрес-контролю якості препаратів ехінацеї». Фармаком. 2008. № 4. с. 69-74.
- Трохименко А., Запорожець О., Голуб О. «Сорбційне вилучення пінополіуретанами йоду з високомінералізованих геотермальних вод Кримського півострова». Вісник Київського національного університету імені Тараса Шевченка. Хімія. 2010. Вип. 48. с. 11-13.
- Запорожец О. А., Погребняк О. С., Визир Н. Н. «Спектрофотометрическое определение гипохлорита N, N-диэтиланилином». Химия и технология воды. 2011. т. 33. № 1. с. 53-62.
- Mykhailiuk P. K., Shishkina S. V., Shishkin O. V., Zaporozhets O. A., Komarov I. V. Exploiting morph-DAST mediated ring-expansion of substituted cyclic β-amino alcohols for the preparation of cyclic fluorinated amino acids. Synthesis of 5-fluoromethylproline and 5-fluoropipecolic acid. Tetrahedron. 2011. v. 67. iss. 17. p. 3091-3097.
- Levkov I. V., Voitenko Z. V., Zaporozhets O. A., Linnik R. P., Shishkina S. V., Shishkin O. V. Synthesis and Fluorescence Properties of 4-aminobenzo[f]Isoindole Derivatives. Journal of Chemical Research. 2011. v. 35. iss. 4. p. 209—213
- Zaporozhets O., Tsyrulneva I., Ischenko M. Determination of 8 Diuretics and Pro-benecid in Human Urine by Gas Chromatography-Mass Spectrometry: Confirmation Procedure. American Journal of Analytical Chemistry. 2012. v. 3. No. 4. p. 320—327
- Воловенко О. Б., Запорожець О. А. «Сорбційно-спектрофотометричне визначення платини у різних ступенях окиснення». Вопросы химии и химической технологии. 2012. № 5. с. 114—119.
- Линник П. Н., Жежеря В. А., Иванечко Я. С., Линник Р. П., Запорожец О. А. «Роль органических веществ поверхностных вод в миграции и распределении металлов среди их растворенных форм». Проблемы биогеохимии и геохимической экологии. 2012. т. 19. c. 65-73.
- Tsyrulneva I., Zaporozhets O. Simple and Rapid Determination of Diuretics by Luminescent Method. Pharmacology & Pharmacy. 2013. v. 4. p. 520—527.
- Shcherbatiuk A. V., Shyshlyk O. S., Yarmoliuk D. V., Shishkin O. V., Shishkina S. V., Starova V. S., Zaporozhets O. A., Zozulya S., Moriev R., Kravchuk O., Manoilenko O., Tolmachev A. A., Mykhailiuk P. K. Synthesis of 2- and 3-trifluoromethylmorpholines: useful building blocks for drug discovery. Tetrahedron. 2013. v. 69. iss. 19. p. 3796-3804.
- Tsyrulneva I., Zaporozhets O., Piletska E. & Piletsky S. Custom synthesis of polymeric adsorbent for extraction of furosemide and bumetanide from human urine. Journal of the Chinese Advanced Materials Society. 2013. v. 1. iss. 4. p. 245—256.
- Трохименко А., Запорожець О., Сухан В. «Визначення тіоціанату у фізіологічних рідинах і об'єктах довкілля спектроскопічними методами». Науковий вісник Східноєвропейського національного університету імені Лесі Українки. Хімічні науки. 2013. № 24. с. 53-66.
- Yarmolchuk V. S., Shishkin O. V., Starova V. S., Zaporozhets O. A., Kravchuk O., Zozulya S., Komarov I. V., Mykhailiuk P. K. Synthesis and Characterization of β‐Trifluoromethyl‐Substituted Pyrrolidines. European Journal of Organic Chemistry. 2013. v. 2013. iss. 15. p. 3086-3093.
- Трохименко А. Ю., Запорожец О. А. «Йодометрическое твердофазно-спектрофотометрическое определение нитрита с использованием пенополиуретана как сорбента». Химия и технология воды. 2014. т. 36. № 5. с. 419—437
- Losev V. N., Didukh S. L., Trofimchuk A. K., Zaporozhets O. A. Adsorption-Photometric and Test Determination of Copper Using Silica Gel Sequentially Modified with Polyhexamethylene Guanidine and Bathocuproinedisulphonic Acid. Adsorption Science & Technology. 2014. v. 32. iss. 6. p. 443—452.
- Sholokh M., Zamotaiev O. M., Das R., Postupalenko V. Y., Richert L., Dujardn D., Zaporozhets O. A., Pivovarenko V. G., Klymchenko A. S., Mély Y. Fluorescent Amino Acid Undergoing Excited State Intramolecular Proton Transfer for Site-Specific Probing and Imaging of Peptide Interactions. J. Phys. Chem. B. 2015. 119. 6. p. 2585—2595
- Greiner V. J., Kovalenko L., Humbert N., Richert L., Birck C., Ruff M., Zaporozhets O. A., Dhe-Paganon S., Bronner C., Mély Y. Site Selective Monitoring of the Interaction of the SRA Domain of UHRF1 with Target DNA Sequences Labeled with 2-Aminopurine. Biochemistry. 2015. 54. 39. p. 6012–6020.
- Запорожец О. А., Погребняк О. С., Паустовская А. С. «Косвенное спектрофотометрическое определение сульфидов c N, N-диэтиланилином». Химия и технология воды. 2015. т. 37. № 6. с. 526—536.
- Запорожець О. А., Зінько Л. С., Сумарокова Г. С., Прокапало Ю. С. «Твердофазно-спектрофотометричне і тест-визначення мікрокількостей фосфату в морських водах, морських солях та сироватці крові». Біоресурси і природокористування. 2016. т. 8. No.1-2. c. 44-55.
- Bogolubsky A. V., Moroz Y. S., Mykhailiuk P. K., Pipko S. E., Grishchenko A. V., Zhemera A. V., Konovets A. I., Doroschuk R. A., Dmytriv Y. V., Zaporozhets O. A., Tolmachev A. 2,2,2‐Trifluoroethyl Oxalates in the One‐Pot Parallel Synthesis of Hindered Aliphatic Oxamides. European Journal of Organic Chemistry. 2016. v. 2016. iss. 12. p. 2120—2130.
- Volovenko O. B., Zaporozhets O. A., Lisnyak V. V., Boldyrieva O. Yu. Platinum surface complexes as precursors for H2O2 recombination catalysts. Adsorption Science & Technology. 2017. v. 35. iss. 7-8. p. 735—743.
- Volodymyr O Vasylechko, Viktor O Fedorenko, Oleksandr M Gromyko, Galyna V Gryshchouk, Yaroslav M Kalychak, Olga A. Zaporozhets, Mariya T Lototska. Solid phase extractive preconcentration of silver from aqueous samples and antimicrobial properties of the clinoptilolite–Ag composite. Adsorption Science & Technology. 2017. v. 35. Iss. 7-8. p. 602—611.
- R. Linnik, I. Levkov, A. Chemnyi, O. Radchenko, Z. Voitenko, O. Zaporozhets. 4-Amino-benzo[f]isoindole-1,3-dione Derivatives as Turn-on Fluorescent Indicators for Water Determination in Acetonitrile. Methods and objects of chemical analysis. 2018. V. 13. No. 4. P.183-191.
- Roman M. Bychek, Valeriia Hutskalova, Yuliya P. Bas, Olga A. Zaporozhets, Sergey Zozulya, Vadym V. Levterov, and Pavel K. Mykhailiuk Difluoro-Substituted Bicyclo[1.1.1]pentanes for Medicinal Chemistry: Design, Synthesis, and Characterization. J. Org. Chem. 2019. 84, 23. P.15106–15117.
- Maksym Bugera, Serhii Trofymchuk, Karen Tarasenko, Olga Zaporozhets, Yurii Pustovit, and Pavel K. Mykhailiuk Deoxofluorination of Aliphatic Carboxylic Acids: A Route to Trifluoromethyl-Substituted Derivatives. J. Org. Chem. 2019. 84. 24. Р.16105–16115.
- Запорожець О. А., Куліченко С. А., Лелюшок С. О., Кловак В. О., Нечпай Л. О. «Флюоресцентні характеристики асоціатів еозину Н з катіонними поверхнево-активними речовинами у водно-міцелярних системах Triton X-100». Доповіді НАН України. 2019. в. 10. С. 74-81.

### Авторські свідоцтва на винаходи (у співавторстві)
- 1994 — «Спосіб визначення кобальту у воді»
- 1997 — «Спосіб визначення додецилсульфату натрію»
- 2000 — «Спосіб тестового визначення кобальту у воді»
- 2000 — «Спосіб визначення алкілсульфатів та алкілсульфонатів»
- 2001 — «Спосіб тестового визначення заліза (ііі) у воді»
- 2001 — «Спосіб сорбційно-спектрофотометричного визначення заліза (ііі) у воді»
- 2001 — «Спосіб візуально-тестового визначення додецилсульфату натрію»
- 2002 — «Спосіб визначення хімічного споживання кисню»
- 2003 — «Спосіб спектрофотометричного визначення гідроксикоричної кислоти та її похідних у лікарських рослинах та їх препаратах»
- 2003 — «Спосіб тестового визначення алюмінію /ііі/ у воді за допомогою індикаторного паперу»
- 2003 — «Спосіб спектроскопічного визначення стануму у цинкових сплавах»
- 2003 — «Спосіб тестового визначення флуориду у воді»
- 2003 — «Спосіб сорбційно-спектроскопічного визначення стануму (iv)»
- 2005 — «Спосіб тест-визначення плюмбуму»
- 2005 — «Спосіб сорбційно-спектроскопічного визначення плюмбуму»
- 2005 — «Спосіб визначення катіонних поверхнево-активних речовин»
- 2006 — «Спосіб сорбційно-спектроскопічного визначення кадмію»
- 2006 — «Спосіб тест-визначення селену (iv)»
- 2006 — «Спосіб сорбційно-спектрофотометричного визначення аскорбінової кислоти»
- 2006 — «Спосіб тестового визначення аскорбінової кислоти у фруктових соках»
- 2007 — «Спосіб визначення флуориду»
- 2007 — «Спосіб визначення оксалату в сечі»
- 2008 — «Спосіб сорбційного вилучення елементного йоду з природних розсолів»
- 2012 — «Спосіб люмінесцентного визначення вмісту води в ацетонітрилі»
- 2012 — «Спосіб визначення селену (іv)»
- 2013 — «Спосіб визначення загального вмісту поліфенолів»
- 2013 — «Спосіб оцінки загального вмісту поліфенолів тест-методом»
- 2013 — «Застосування 5-(хлорометил)-8-оксихіноліну, іммобілізованого на поверхні кремнезему, для визначення вільного zn2+ люмінесцентним методом»
- 2013 — «Застосування 3-(8-оксихінолін-5-іл)пропанової кислоти, іммобілізованої на поверхні кремнезему, для визначення вільного zn2+ люмінесцентним методом»
- 2013 — «Спосіб тест-визначення нікелю(іі)»
- 2013 — «Спосіб тест-визначення купруму(іі)»
- 2013 — «Спосіб визначення молекулярного йоду у воді»
- 2013 — «Спосіб сорбційного вилучення платини(іі) та платини(iv)»
- 2014 — «Спосіб сорбційного вилучення паладію (іі)»
- 2014 — «Спосіб флуоресцентного визначення фториду у розчині»
- 2014 — «Спосіб флуоресцентного визначення оксалату у розчині»
- 2015 — «Спосіб визначення амілориду та тріамтерену в сечі»
- 2015 — «Спосіб спектрофотометричного визначення сульфіду в розчинах»
- 2016 — «Спосіб визначення мікрокількостей фосфору»
- 2017 — «Спосіб спектрофотометричного визначення броміду»
- 2019 — «2-гетарил-2-(5-R-3-оксоіндолін-2-іліден)ацетонітрили, спосіб їх отримання та застосування для спектрофотометричного визначення 3D-металів»
- 2019 — «Спосіб флюоресцентного визначення pH шлункового соку» (посмертно)
- 2020 — «Спосіб визначення оксалатдеградувальної активності бактерій» (посмертно)
- 2021 — «Спосіб визначення загального хлору в обробленій питній воді» (посмертно)

## Нагороди
- 1995 — премія імені Тараса Шевченка Київського національного університету імені Тараса Шевченка — «за наукові досягнення в галузі застосування іммобілізованих аналітичних реагентів в аналізі»
- 1995 — стипендія імені Ярослава Мудрого Міжнародного фонду освіти України
- 1997 — «Соросівський доцент»
- 1997—2000 — грант Державного фонду фундаментальних досліджень «Хімізм і природа закріплення комплексних сполук, комплексоутворюючих лігандів, хромофорних і люмінесцентних реагентів на пінополіуретанах та кремнеземних сорбентах»
- 2002 — «Кращий викладач року Київського національного університету імені Тараса Шевченка»[6]
- 2007 — почесна грамота Міністерства освіти і науки України
- 2009 — орден княгині Ольги III ступеня
- 2016 — премія імені Тараса Шевченка Київського національного університету імені Тараса Шевченка